# Ek Din Achanak
Ek Din Achanak è un film del 1989 diretto da Mrinal Sen.